# Centro (Bagé)
O Centro é o principal bairro da cidade de Bagé, e é um dos principais centros econômicos do município.

## Principais avenidas e ruas
- Avenida Sete de Setembro
- Avenida General Osório
- Avenida Tupy Silveira
- Avenida Marechal Floriano
- Rua General João Telles
- Rua Barão do Triunfo
- Rua Marcílio Dias

### Principais transversais
- Rua Senador Salgado Filho
- Rua General Sampaio
- Rua Juvêncio Lemos
- Rua Bento Gonçalves
- Rua Melanie Granier
- Rua Carlos Mangabeira
- Rua Félix da Cunha

## Praças
- Praça dos Desportos
- Praça Silveira Martins
- Praça da Estação
- Praça da Matriz
- Calçadão (antiga Praça da Bandeira)
- Praça Carlos Gomes

## Cultura
- Casa de Cultura[1]Pedro Wayne
- Cinema Cine Sete
- Biblioteca Municipal
- Instituto Municipal de Belas Artes - IMBA
- Museu Dom Diogo de Souza
- Museu da Gravura Brasileira
- Acervo Augusto Azambuja

## Comércios históricos[2]
| - Restaurante Bianchetti - Cafelândia - Padaria Fofinha - Padaria Continental - Casa Nesme - Elegância Paris - Casa Ipiranga - Casa Gallo - Mendes Plásticos e Espumas - Casa Vermelha - Bazar da Moda - Bazar Centenário - Farmácia Bageense - Bar Batman 77 - Bar Cimirro - Mercado Coringa - Mercado Mascarenhas - Eletrolar - Bar e Lancheria Vento Sul |  | - Casa das Revistas - Padaria Quitutes - Plancópias Papelaria - Padaria Moderna - Supermercado Vigil - Rádio Calandra FM - Fruteira Shirakawa - Sorveteria Nevada - Cinema Avenida - Mini Cine - Cinema Capitólio - Cine Glória - Hotel do Commércio - Loja Cavalo Preto - Tropicália - Sandália de Prata - Tete a Tete Lancheria |  | - Caça e Pesca LV Rotermund - Casa Carioca - Matulutaia Lanches - Casa Rodrigues - Empório dos Tecidos - Parker Auto Partes - Foto Lírio - COBAL - Restaurante Velho Capitão - Restaurante Kitchen - Casa Gallo - Loja Tamoyo |  | - Padaria Vander - Farmácia Vander - Farmácia União - Farmácia Cruz Azul - Bar do Cabral - Keess Bar e Lancheria - Lancheria Dourado - Loja Skylab - Loja Jojô Jeans - Fruteira Okido - Karam auto-peças - Supermercado Lamas - Hotel Elo - Bar do Nicho - Bar da FunBa (entrada lateral) |

### Galerias e centros comerciais
- Galeria Kalil
- Galeria do Cine 7
- Galeria Glória
- Galeria Alda Assumpção
- Galeria da Osório
- Iporã Center

## Clubes Sociais
- Clube Caixeiral [5]
- Clube Comercial
- Clube Recreativo Brasileiro
- Clube Os Zíngaros

## Educação
- Colégio Nossa Senhora Auxiliadora (Ordem Salesiana)
- Colégio Espírito Santo (Ordem Franciscana)
- Escola Estadual Monsenhor Costábile Hipólito
- Escola Estadual Justino Quintana
- Escola Estadual Carlos Kluwe
- Escola Melanie Granier
- URCamp[6]
- GETECO